# Aranadan
L'arandan (ou aranaatan, eranaatan) est une langue dravidienne parlée dans les États du Kerala, du Karnataka et du Tamil Nadu, en Inde.

## Utilisation
Elle est parlée par environ 200 Aranadan résidant dans les districts de Kozhihkode (taluk d'Eranad (en)), de Malappuram (taluk de Nilambur (en)) et de Palakkad de l'État du Kerala, ainsi que dans les états du Karnataka et du Tamil Nadu,.
L'attitude de ses locuteurs envers cette langue n'est pas bonne et elle est classée comme « menacée » par la Société internationale de linguistique en raison de son petit nombre de locuteurs, de l'absence de villages monolingues et de la cohabitation avec les Malayalis (en). Elle est surtout parlée à la maison et au village, par quelques jeunes et tous des adultes. La plupart utilisant aussi le malayalam et l'anglais.

## Caractéristiques
L'arandan est classé dans le groupe des langues Malayalam (en) de la famille des langues dravidiennes et ne comporte aucun dialecte connu.
Il existe une similarité lexicale de 63 à 69 % avec le malayalam et de 53 à 55 % avec le tamoul.
La langue ne possède pas de système d'écriture.